# 44

## Події
- Консули Тіт Статілій Тавр  і Гай Саллюстій Крисп Пассієн.
- Фракія остаточно стає провінцією Риму. Утворення провінції Мезія.
- Юдейський тетрарх Ірод Агріппа I наказав убити св. Якова та ув'язнити св. Петра.
- Куспій Фад — призначений першим за посадою прокуратором Юдеї.
- Приєднання провінції Юдея до провінції Сирія.
- Розділ римської провінції Мавретанія.
- Зникла Іродіанська тетрархія Юдеї.

## Померли
- Ірод Агріппа I — цар Юдеї з 37 по 44 рік н. е.
- Яків Зеведеїв — один з 12 апостолів Ісуса Христа, брат Івана.